# Holcocephala nodosipes
Holcocephala nodosipes là một loài ruồi trong họ Asilidae. Holcocephala nodosipes được Enderlein miêu tả năm 1914. Loài này phân bố ở vùng Tân nhiệt đới.